# Jonaspyge aesculapus
Espèce
Jonaspyge aesculapus est une espèce de lépidoptères de la famille des Hesperiidae, de la sous-famille des Pyrginae et de la tribu des Pyrrhopygini.

## Dénomination
Jonaspyge aesculapus a été nommé par Otto Staudinger en 1876 sous le nom initial de Pyrrhopyge aesculapus.

### Nom vernaculaire
Jonaspyge aesculapus se nomme Fire-edged Skipper en anglais.

## Description
Jonaspyge aesculapus est un papillon d'une envergure de 46 mm à 51 mm au corps trapu gris. 
Les ailes sont de couleur gris ou violet à reflets bleu vert métallisé brillant avec une large frange orange aux ailes postérieures.

### Chenille
La chenille est noire ornée de deux lignes de taches blanc crème.

## Biologie

### Plantes hôtes
La plante hôte de sa chenille est Weinmannia wercklei.

## Écologie et distribution
Jonaspyge aesculapus est présent au Costa Rica, à Panama, en Colombie et en Équateur.

### Protection
Pas de statut de protection particulier.